# Pierre Benoît Soult
Pierre Benoît Soult (19 de julio de 1770 - 7 de mayo de 1843) ingresó en el ejército real francés antes de la Revolución Francesa. Luchó en las Guerras Revolucionarias Francesas, saliendo del conflicto como coronel de un regimiento de caballería. Gran parte de su carrera profesional la pasó como ayudante de campo de su hermano Nicolás Soult, que se convirtió en mariscal en 1804. 
Trasladado a España durante las guerras napoleónicas, primero dirigió una brigada de caballería de choque, y después de 1813 comandó una división de caballería. Durante la Guerra de la Independencia, participó en la Batalla de Orthez en 1814, donde estuvo al mando de 2.700 soldados de caballería y vigiló la línea río arriba al este desde la ciudad de Orthez. También entró en acción durante los Cien Días después de que Napoleón regresara del exilio en Elba. Después de 1830, abandonó fue su retiro cuando su hermano se hizo miembro del gobierno. Su apellido y primera inicial figuran entre los nombres inscritos en el Arco del Triunfo.